# Sitta solangiae
Sitta solangiae е вид птица от семейство Sittidae. Видът е почти застрашен от изчезване.

## Разпространение
Видът е разпространен във Виетнам, Китай и Лаос.